# Cotoneaster schubertii
Cotoneaster schubertii es una especie de planta del género Cotoneaster, perteneciente a la familia Rosaceae.

## Taxonomía
Cotoneaster schubertii fue descrita por Gerhard Klotz en 1963.

## Distribución
Se encuentra en el territorio del Himalaya occidental.